# 華碩EeeBox PC

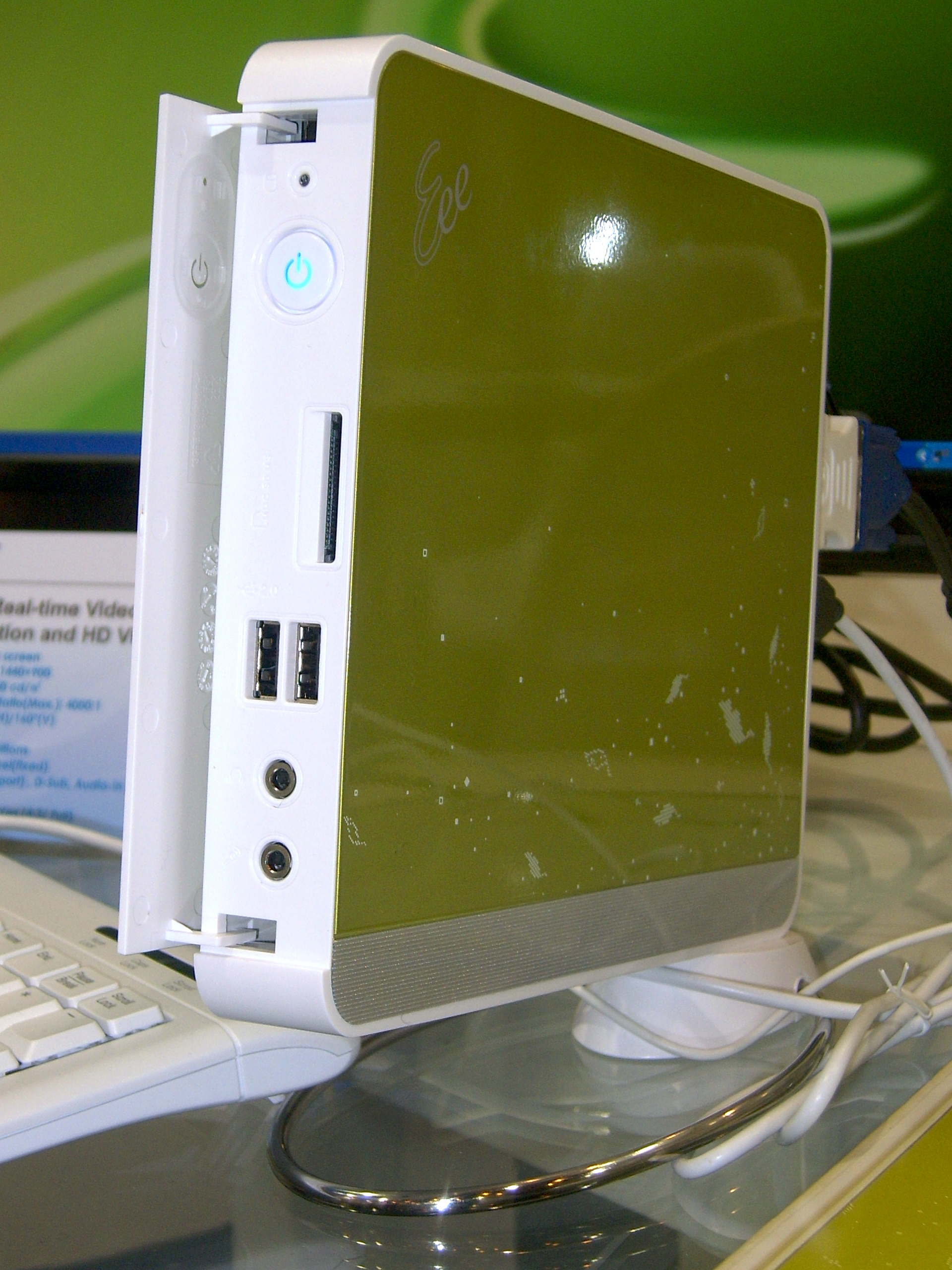
Eee BOX

Eee BOX是華碩電腦於2008年7月30日推出的桌上電腦主機，為Eee系列產品，以「易學、易玩、亦迷你」為訴求。

## 特色
- 最省空間──Eee BOX體積小、潛力大[1]

Eee BOX的厚度僅2.6公分，重量約1公斤，超靜音僅26dB的平均運作聲量，體積超級小、潛力無限大。
- 高速網路──支援802.11n 6倍高速無線上網

Eee BOX支援最新一代802.11n無線網路，傳輸速度較802.11g快6倍，涵蓋距離更是傳統的8倍寬廣，高速網路提供了絕佳的傳輸能力，還可做為數位家庭的數位媒體播放器（Digital Media Adaptor, DMA）。
- 快速開機──獨家Express Gate快速開機

華碩獨家的Express Gate快速開機可以在7秒鐘開機完畢，網路彈指即達。
已知Eee BOX B203不含此功能。

## Eee BOX產品規格表
| 作業系統            | Microsoft Windows XP Home、Vista、7/Xandros Linux  |
| CPU &晶片組         | Intel處理器（Atom N220/270或Celeron）& Intel晶片組 |
| 記憶體              | 內建1/2 GB                                         |
| 硬碟空間            | 2.5吋，80 GB/120 GB/160GB/250 GB                   |
| 讀卡機              | 四合一讀卡機（SD/SDHC/MS/MS Pro）                  |
| 無線網路            | Wi-Fi，802.11 b/g/n                                |
| LAN                 | Ethernet Giga Lan高速網路                          |
| Pear Port Connector | DVI-I Out                                          |
| USB插槽             | 四組（前二，後二）                                 |
| 尺寸                | 22.6x17.8x2.6 cm（不含立座）                       |
| 重量                | 1公斤                                              |
| 耗電量              | 20W                                                |

## 內部連結
- Eee PC

## 外部連結
- 華碩電腦 （页面存档备份，存于）